# Pegomya pulchripes
Pegomya pulchripes este o specie de muște din genul Pegomya, familia Anthomyiidae. A fost descrisă pentru prima dată de Friedrich Hermann Loew în anul 1857. Conform Catalogue of Life specia Pegomya pulchripes nu are subspecii cunoscute.